# Karin Månsdotter
Karin Månsdotter, anomenada també Katarina Månsdotter i Katarina Magnusdotter (6 d'octubre o 6 de novembre de 1550, Uppland - 13 de setembre de 1612, Pirkanmaa) fou reina de Suècia entre el 1567 i el 1568, dona del rei Eric XIV de Suècia.
Històricament és, almenys des de l'edat mitjana, juntament amb Sílvia Sommerlath, l'única reina sueca sense cap ascendència noble. Era de família pagesa i amb quinze anys es convertí en la concubina oficial del rei, dos anys abans de casar-s'hi.

## Concubina reial

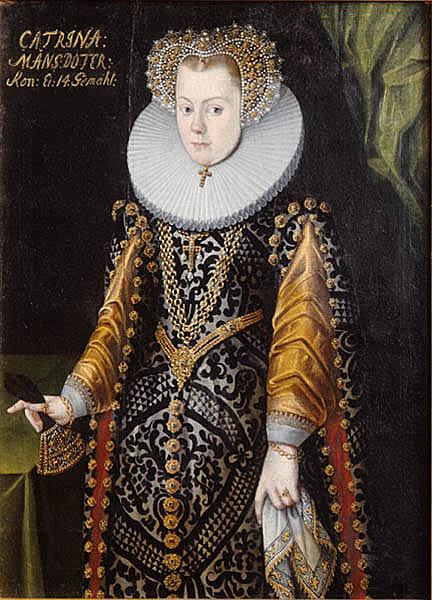
Suposat retrat de Karin Månsdotter (d'acord amb la inscripció). Actualment s'argumenta que podria tractar-se de la princesa Elisabet Vasa

Karin era la filla d'un lansquenet d'Uppland anomenat Måns, de qui no se'n sap pràcticament res, i la seva família materna era pagesa. Karin apareix a l'escena històrica per primera vegada a començaments del 1565 com a donzella de cambra de la princesa Elisabet Vasa. A la cort, també hi serví de nana de Virginia Eriksdotter, una filla il·legítima del rei Eric XIV. Amb quinze anys, la jove fou coneguda públicament com l'amant del rei.
La seva posició com a concubina reial sembla haver tingut un caràcter oficial, atès que apareixia juntament amb el monarca en les activitats que feia a la cort, vestia elegantment, tenia la seva pròpia cambra a palau i els seus propis criats, a més de tenir un ensenyament privat. Fins aleshores, Erik XIV havia mantingut un autèntic harem de concubines, però quan Karin entrà en escena, les feu marxar. Juntament amb Hedvig Taube, amant de Frederic I, Karin Månsdotter ha estat l'única amant reial amb caràcter oficial a Suècia.

## Reina de Suècia
El primer fill de la parella, Sigrid, nasqué el 1566 i fou tractada com a princesa, tot i ser filla il·legítima. El 13 de juliol de 1567 Erik i Karin foren casats en secrets per l'arquebisbe d'Uppsala, i poc després el matrimoni fou reconegut pel consell reial. El títol oficial d'ella des de desembre del 1567 fou Fru Katarina Magnusdotter, reina de Suècia. La cerimònia oficial de coronació de la nova reina tingué lloc el 5 de juliol de 1568. A la cerimònia hi estigueren presents els dos fills del matrimoni, Sigrid i el príncep Gustau, un esdeveniment únic fins aleshores. L'enllaç fou un escàndol per a la noblesa sueca, i contribuí a fer créixer la impopularitat del monarca.

## Presó
El setembre d'aquell mateix any, Erik XIV fou deposat del tron per una rebel·lió encapçalada pel seu propi germà, el príncep Joan. Els germans d'Erik l'empresonaren amb la seva dona i fills, i la família estigué presonera en diversos setges fins al 1573, quan el nou rei Joan III decidí separar Karin i els seus quatre nens (dos d'ells, Enric i Arnold, nascuts en captiveri), per evitar que la parella pogués procrear més descendència. Karin i els seus fills foren traslladats al castell d'Åbo (a l'actual Finlàndia), on romangueren sota arrest domiciliari en condicions fins a cert punt benèvoles; però el 1555 el rei Joan III donà l'ordre de treure a Karin el seu fill Gustau. Com que Joan III mantenia baixos índexs de popularitat entre els seus súbdits, considerava el príncep Gustau com una amenaça potencial per a la seva permanència en el tron, sobretot perquè Erik XIV comptava encara amb cert nombre de seguidors i Gustau era un pretendent legítim al tron suec.

## Viduïtat
El 1577 morí Eric XIV, i Karin i la seva filla Sigfrid foren alliberades (els dos fills menors havien mort). El rei Joan li atorgà en qualitat de préstec la residència de Liuksala, a l'actual vila finlandesa de Kangasala, prop de Tampere. En aquell lloc, Karin portà una vida solitària però de bona qualitat fins a la seva mort, el 1612. Sembla que l'ex-reina mantingué una bona relació amb els camperols de la regió. A la dècada de 1590 esclatà a Finlàndia la rebel·lió camperola coneguda com la Guerra dels Garrots. Els camperols assolaren les terres i les mansions de les classes altes, però respectaren el domicili de Karin.
El 1582 Karin i la seva filla visitaren Estocolm, on s'entrevistaren amb el rei, la reina Caterina Jagelló i la reina vídua Katarina Stenbock. En aquella ocasió, Joan III atorgà a la seva cunyada més possessions, entre les quals hi havia les que un cop pertanyeren a Eric XIV. Karin, però, no pogué obtenir del rei la promesa de tornar-li el seu fill. Tornà, no obstant això, a veure el seu fill en dues ocasions, una d'elles a Reval (actual Tallinn, el 1596. Tot i que intentà ajudar-lo econòmicament, mai no tornà a veure'l. La seva filla, Sigfrid, d'altra banda, s'involucrà a poc a poc en la vida de la cort sueca i es casà en dues ocasions amb homes de l'alta noblesa.
Morí a Liuksala el 13 de setembre de 1612. Les seves restes foren sepultades a la catedral d'Åbo. És l'única reina sueca la tomba de la qual no es troba a Finlàndia.

## Romanticisme

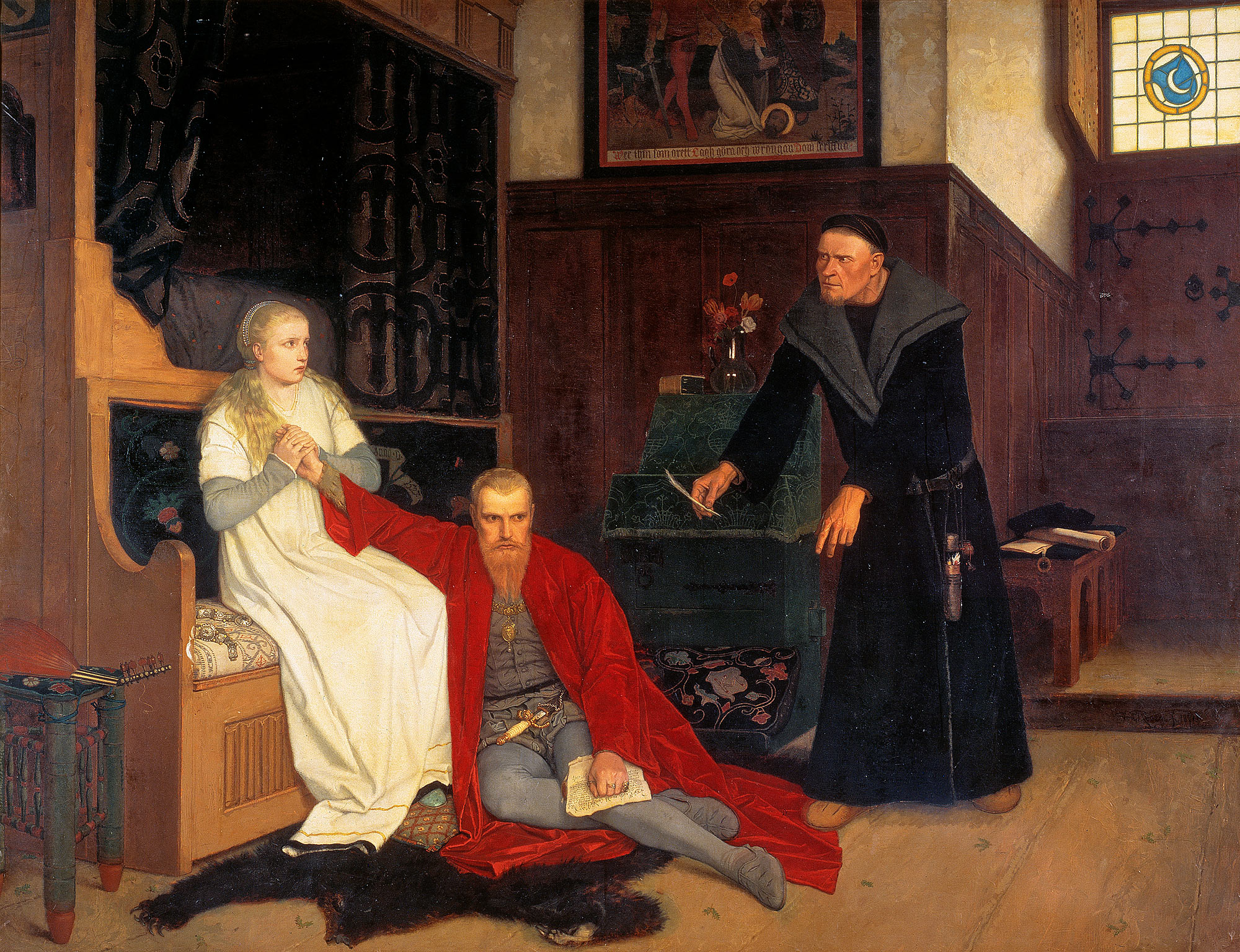
Eric XIV i Karin Månsdotter, oli de Georg von Rosen (1871).

El seu origen humil, la seva joventut i la seva relació amb Eric XIV, a més de la seva dramàtica vida, són elements que han convertit Karin Månsdotter en una figura romàntica de Suècia. La seva relació amb Eric XIV s'ha associat, en els nombrosos llibres que s'han escrit sobre ella, amb una gran història d'amor que transcendí les classes socials i els interessos polítics. Es creu que tenia un caràcter calmat i bondadós que servia de consol a Eric en la malaltia mental que ell patia, i que era un contrapès al conseller personal del rei, Jöran Persson. Aquesta creença fou il·lustrada el 1871 per Georg von Rosen en el quadre Erik XIV i Karin Månsdotter.
No hi ha retrats contemporanis de Karin, però l'imaginari la descriu com una jove bella de cabells rossos, com en l'oli de von Rosen. L'única pintura que històricament s'ha cregut que és un retrat de Karin actualment s'accepta que podria tractar-se de la seva cunyada Isabel de Suècia, atès que el vestit correspon a la dècada de 1580, quan Karin estava a la seva residència a Finlàndia i havia estat deposada com a reina des del 1568. A més a més, Karin fou reina per un període tan curt que és raonable que no hagués pogut ser retratada en aquell temps. No se solien fer retrats de concubines.
Alf Sjöberg portà la vida de la reina al cinema el 1954, amb la pel·lícula romàntica Karin Månsdotter, protagonitzada per Ulla Jacobsson.

## Descendència
Tingué quatre fills, tot i que només els dos més grans arribaren a l'edat adulta:
- Sigfrid Eriksdotter (1566-1633). Es casà el 1597 amb Henrik Klasson Tott i el 1609 amb Nils Nilsson Natt och Dag.
- Gustau de Suècia (1568-1607). Príncep hereter de Suècia.
- Enric (1570-1574)
- Arnold (1572-1573)